# Xiphopenaeus kroyeri
Xiphopenaeus kroyeri és una espècie de crustaci descrita per primera vegada per Carl Bartholomäus Heller el 1862. Xiphopenaeus kroyeri pertany al gènere Xiphopenaeus i a la família Penaeidae. No hi ha subespècies enumerades al Catalogue of Life.